# Scaptia novaeguineensis
Scaptia novaeguineensis är en tvåvingeart som först beskrevs av Ricardo 1913.  Scaptia novaeguineensis ingår i släktet Scaptia och familjen bromsar. Inga underarter finns listade i Catalogue of Life.